# Schönau (Odenwald)
Schönau là một đô thị thuộc huyện Rhein-Neckar-Kreis, bang Baden-Württemberg, Đức. Nơi đây nằm bên dãy núi Odenwald, cách Heidelberg 10 km về phía đông bắc.

## Lịch sử
| Năm        | 1727 | 1818 | 1852 | 1905 | 1939 | 1950 | 1961 | 1970 | 1975 | 1991 | 1995 | 2000 | 2005 | 2010 | 2015 |
| ---------- | ---- | ---- | ---- | ---- | ---- | ---- | ---- | ---- | ---- | ---- | ---- | ---- | ---- | ---- | ---- |
| Altneudorf | 116  | 302  | 501  | 487  | 581  | 765  | 807  | 1163 |      |      |      |      |      |      |      |
| Schönau    | 470  | 1163 | 1974 | 2056 | 2104 | 3031 | 3271 | 3357 |      |      |      |      |      |      |      |
| Sát nhập   | 586  | 1465 | 2475 | 2543 | 2685 | 3796 | 4078 | 4520 | 4381 | 4524 | 4619 | 4786 | 4793 | 4526 | 4370 |